# ナイトメアハンター＝ディープ
『ナイトメアハンター＝ディープ』は、2007年にエンターブレインから出版された現代ホラーものテーブルトークRPG (TRPG)。人間の心から生まれ、人間の夢を侵略する夢魔と、それに立ち向かう夢魔狩人（ナイトメア･ハンター）の戦いを描く。2007年7月26初版発行。3800円。作者は小林正親。世界設定は前作『ナイトメア・ハンター』の20年後ということになっている。
この項目ではスピンオフ作品である『大江戸RPG アヤカシ』についても併せて解説する。

## 概要
1988年に翔企画から発売されたTRPG『ナイトメア・ハンター』の続編。人々の夢の中の世界に巣くうバケモノ「夢魔」。夢魔は人々の心から生まれ、その心を利用して現実を「悪夢化」することで自身を強化し、さらに悪夢を広げていく。それを止めることができるのは夢の力を持つ者、ナイトメアハンターだけだ。このゲームではすべてのプレイヤーはこのナイトメアハンターをキャラクターとして演じることになる。
前作の20年後の世界とはなっているものの、世界観やシステムなどは別物といっていいほど変化しており、前作では敵勢力の一部にすぎなかった「夢魔」が、「ナイトメア」と名前を変え、今回は敵勢力の根源となっている。

## システム
夢のタイムギャップなどの設定については前作と似ている部分はあるが、ほとんどは別物となっている。
ヒーローポイントとして「夢の力」と「宿命」があり、それぞれ、「ブースト（行為判定に使用するサイコロの個数を一時的に増やす）」、「戦闘時の割り込み行動」、「行為判定のやりなおし」、「現実世界で超能力を使える（通常は夢の世界でしか超能力は使えない）」など、いくつかの機能をもっている。

### キャラクターメイキング
前作とは変わり、プレイヤーキャラクターは「パワー」「タフネス」などの、能動的能力3つと受動的能力3つ、合計6つの能力値をもつ。また、キャラクターには後天的な習得技術をあらわす「スキル」や、超自然的パワーの発現である「超能力」を習得することができる。
プレイヤーキャラクターの作成手順は以下の通り。
1. 六面体サイコロ2個を3回振り、それぞれの合計値を求める。
2. それぞれの合計値を2つの能力値に任意で割り振る。これは作成時から変化しない。
3. キャラクターはスタンダードとエキスパードの二段階で「スキル」を習得する。スキルはキャラクターが教育や訓練などで得た後天的技術を表し、主に現実世界で使用される
4. 「超能力」を取得する。超能力は超自然的パワーの発現であり、主に夢の世界で使用される。この超能力はスキルと違い普通の人間は習得できない。つまりこのゲームのプレイヤーキャラクターは全員が特殊能力者で普通の人間ではないことをあらわしている。
5. キャラクターの所属を決定する。そのキャラ背景から、キャラクターは「レジェンド」か「ディープルート」どちらかのナイトメアハンターに分類される（Role&Roll誌のvol36で「夢見の民」、41で「ハーメルン」が追加された）。

#### ナイトメアハンターの分類
レジェンド
2001年以前にナイトメアハンターとして生まれ、「協会」による訓練を受けたナイトメアハンター。
夢の中でも能力値が変わらない。夢の中でもスキルを使うことができる。ドリームメーカーに秀でているなどの特徴をもつ。
前作のナイトメアハンターは再度能力値決定ロールを行うことで夢と現実は違う能力値になったが、レジェンドの能力値は夢と現実で共通である。
ディープルート
最近目覚めたばかりのナイトメアハンター。「協会」による訓練は受けていないことが多い。
夢の中と現実で異なる能力値をもつ。夢の中ではスキルを使うことができないなどの特徴を持つ。
夢見の民 / レジェンド
昔からの伝統的に構築された力をもつナイトメアハンター。
大まかなところは普通のレジェンドど変わらないが、初期の「夢の力」が多い、「夢見の民の知識」のスキルを持っているなどの特徴をもつ。
夢見の民 / ディープルート
昔からの精霊や自然的な力をもつナイトメアハンター。
大まかなところは普通のディープルートと変わらないが、初期の「夢の力」が多い、「夢見の民の知識」のスキルを持っているなどの特徴をもつ。
ハーメルン（PC）
「良心」によってナイトメアを使役する者。厳密にはナイトメアハンターではない。ただし昔はナイトメアハンターであった可能性もある。
「協会（ユニオン）」による訓練を受けていることもあるし、受けていないこともある。
現実の能力値とナイトメアの能力値をもつ。夢の中へは他のハンターと一緒でなければ入れず、ナイトメアだけが入っていける（ハーメルンは入れない）。
「宿命」の代わりに「良心（SAD）」をもつ。「良心」は他人をリロールさせることはできるが、自分自身はできないなど「宿命」と異なる機能をもつ。
夢の力を失うことで現実から消滅するなどの特徴をもつ。　　
ゲームシステム上、受動的な能力値が重要であり、敏捷型の受動的能力値である「ヴィジョン」は調査にも関係することから、特に重視される傾向にある。能動的な能力値は超能力によってカバーされることが多く特に「パワー」は使われないことが多い。そういった能力の優先順位の関係上、能力値をダイス目で決めるものの、出目の期待値は平均的な強さではなく最大値に対しても不足ない強さになる。

### 行為判定
行為判定は上方判定に属する。判定に関連する能力値の数だけサイコロを振り、スキルによる修正値の合計が目標値以上であれば成功となる。この時振るサイコロはヒーローポイントによって増やすことができるが、その上限はGMが決めておく（通常は10個）。
また、出目が6であれば、そのサイコロは10と読む。

### 夢の世界
敵である「ナイトメア」は現実にあらわれることもあるが、宿主の夢の中、夢の世界にいることが多い。
そのためナイトメアハンターは夢の世界に精神だけを送り込み（ドリームダイブ）、ナイトメアを倒すことになる。
夢の中でも大体は現実と変わらないが、超能力が使い放題になり、ディープルートなど夢と現実で違う能力値をもつキャラクターは能力値が変化する。
また、夢の中へは物品を持ち込めないため、夢の力を消費し、想像力から物品を作る（ドリームメーカー）ことによって武器や銃などを手に入れることになる。

## 世界設定
前作から時は流れ、「協会」は「ユニオン」という選民思想に基づいた組織に変わった。
「金と銀の瞳の男」というナイトメアハンターは2001年「神々の夢」へドリームダイブし、その日からナイトメアハンター達から夢の力が失われた。
しかし最近になり、過去ナイトメアハンターの血族であった者達に突然「ディープルート」としての力が目覚め始める。
また、かつてのナイトメアハンターにも夢の力が戻り始め、「レジェンド」として復活することになる。
「ディープルート」と「レジェンド」、また「ユニオン」によって迫害を受けてこの世から排除されようとしている「夢見の民」、
そして良心をもってナイトメアを制御することのできる数少ない「ハーメルン」達はその夢の力によって悪夢に立ち向かう。

## 組織や敵
ユニオン
かつての「ナイトメアハンター協会」。
現在は「金と銀の瞳の男」によって統率されていて、ナイトメアを世界中へ広めている。
その尖兵となるのはナイトメアに操られる「ハーメルン」。
ナイトメア
人々の心の闇から生まれる存在。
現実を悪夢化するなどで活動領域を広げ、自身を強化していく。
人とは似ても似つかない、グロテスクな異彩をもつ者が多い。　
人間的な意思をもつ者もいる。
ハーメルン
ナイトメアによって操られる人間。
自らの「ナイトメア」との取引でなる者もいるが、「ユニオン」に育てられて「ハーメルン」になっていく者もいる。
本来ナイトメアを操るのは良心を必要とするが、敵として出てくるハーメルンは良心を持たないことが多い。
そのため操っていると思っていながら、実際は操られているということになる。
高い精神力を持ち、他人の心の闇を増幅させてナイトメアを生み出したり、広範囲に悪夢を広めていく。
レミング
ナイトメアを心に宿す人間。自分がレミングであると気づいていないことが多い。
フェローズ
かつての「ナイトメアハンター協会」の創設者の一人、ミスターGが2001年以降、ユニオンに対抗するために作った組織。
その構成員のほとんどは夢の力を失ったまま戻らないかつてのナイトメアハンターや、夢の力を持たない普通の人々である。
ナイトメアハンターの支援を主に手がける。
オーサー
フェローズの支部を担当するそれぞれの長。
ほとんどは夢の力を失ったままの元ナイトメアハンター。富豪であったり探偵であることが多い。
代表的な人物としては、澁澤エレーヌ。

## 大江戸RPG アヤカシ
『大江戸RPG アヤカシ』（おおえどRPG アヤカシ）は2008年にエンターブレインから出版された伝奇時代劇物のテーブルトークRPG (TRPG)。原案は鈴木銀一郎、ゲームデザインは小林正親が担当。
江戸時代を舞台に、「転寝師」（うたたねし）と言われる特殊能力者が江戸の町を騒がす怪奇に立ち向かうという退魔もののTRPGである。『ナイトメアハンター＝ディープ』と同一のシステムを使用しており、ゲームデータは相互互換が可能となっている。世界観についても『ナイトメアハンター＝ディープ』の設定と基本的に同じものとなっている（転寝師がナイトメアハンターにあたる）。
浪人や矢場の娘、蘭学者や唐人飴売り、砂絵描きなど80以上の江戸の職業のPCになれる他、それぞれ職の資料もあり、また、わら草履、麻裏草履、重ね草履など細かな備品の値段も個々に書いてあるなど、江戸の資料の読み物としての見所もある。

## 作品一覧
- 『ナイトメアハンター＝ディープ』（基本ルールブック）　ISBN 978-4757736610
- 『大江戸RPG アヤカシ』（基本ルールブック）　ISBN 978-4757744493